# Odontolaimus chlorurus
Odontolaimus chlorurus är en rundmaskart som först beskrevs av De Man 1880.  Odontolaimus chlorurus ingår i släktet Odontolaimus och familjen Prismatolaimidae. Inga underarter finns listade i Catalogue of Life.